# Saint-Martin-Boulogne
Saint-Martin-Boulogne é uma comuna francesa na região administrativa de Altos da França, no departamento de Pas-de-Calais. Estende-se por uma área de 13,15 km². Em 2010 a comuna tinha 11 412 habitantes (densidade: 867,8 hab./km²).